# Technorati
Technorati là một công cụ tìm kiếm Internet dùng để tìm blog, cạnh tranh với Google, Yahoo! và IceRocket. Cho đến tháng 4 năm 2007, Technorati index có hơn 75 triệu trang blog. Tên Technorati là một từ hỗn tạp (portmanteau), tương tự như từ literati (thành phần tri thức) nhưng ám chỉ về technology (kĩ thuật).
Technorati được thành lập bởi Dave Sifry và có trụ sở chính ở San Francisco, California, Hoa Kỳ. Tantek Çelik kỹ sư trưởng của trang web.
Technorati sử dụng và đóng góp các phần mềm mã nguồn mở. Technorati có một cộng đồng phát triển phần mềm năng động, nhiều người trong số đó quen thuộc với mã nguồn mở.
Trang web này nhận được SXSW Giải thưởng cho thành tựu kĩ thuật xuất sắc nhất năm 2006  Ngoài ra, nó còn được đề cử cho giải thưởng Webby Hoạt động tốt nhất, nhưng thua Flickr và Bản đồ Google.

## Trích dẫn
1. ↑  "Web Awards Winners". south by southwest festivals + conferences. 2006. Bản gốc lưu trữ ngày 11 tháng 12 năm 2007. Truy cập ngày 11 tháng 3 năm 2007.
2. ↑  "2006 webby nominees: 10th Annual Webby Awards Nominees & Winners". Webby Awards. 2006. Truy cập ngày 11 tháng 3 năm 2007.